# Тупољев Ту-91
Тупољев Ту-91 (рус. Туполев Ту-91), (НАТО назив Вооt) је једномоторни совјетски поморски јуришни бомбардер на турбо елисни погон металне конструкције руског произвођача ОКБ 156 Тупољев (Опитни Конструкциони Биро - Тупољев) намењен борби против површинских пловних јединица.

## Пројектовање и развој
Совјетска Влада је крајем 1950. године донела одлуку о изградњи ратне морнарице, у чијем је склопу предвиђено укључивање носача авиона и развој погодних авиона за ову потребу. ОКБ 156 Тупољев (Опитни Конструкциони Биро - Тупољев) је добио задатак да развије погодан јуришни авион за носаче авиона. Пројект је рађен под директном контролом А. Н. Тупољева. Тактичко технички услови за овај авион су дефинисани резолуцијом владе 29. априла 1953. године. Ти услови су били следећи:
- максимална брзина на висини од 5.000 до 7.000m - 800 do 830km/h,
- минимална брзина крстарења 300km/h,
- маса наоружања торпедо или бомбе до 1.000 kg и долет са тим наоружањем 2.100km/h,
- плафон лета 11.000 до 12.000m,
- дужина полетно слетне стазе 450 до 500 m,
- посада од 2 члана.

Одмах се приступило раду на пројекту већих проблема није било, тако да је прототип завршен априла месеца 1954. године, а пробни лет 2. новембра 1954. године. Пробни пилот је био Д. В. Зюзин. Авион је и на фабричком и државном тестирању добио позитивну оцену.

### Технички опис
Авион Тупољев Ту-91 је нискокрилни конзолни једнокрилац металне конструкције, са склопивим крилима и куком за хватање кочионог ужета, пошто је био намењен за коришћење са носача авиона. Покретао га је мотор Исотов ТВ2, постављен у средишњем делу авиона. Мотор је био опремљен са два пропелера (елисе) са по три пераја која су се окретала у супротном смеру један у односу на други. Двочлана посада је седала један поред другог у кокпиту који се налазио у носу авиона добро заштићена оклопом. Труп авиона је округлог попречног пресека, а крила су трапезастог облика са равним крајевима. Испод трупа и крила налазе се подвесни носачи за качење потребног наоружања и допунских, одбацивих резервоара за гориво. Стајни трап је система трицикл са предњом носном ногом и два основне ноге испод крила, које се у лету увлаче у крила.

## Оперативно коришћење
До оперативног коришћења овог авиона није дошло јер се одустало од концепције одбране мора засноване на коришћењу носача авиона.

## Земље које су користиле овај авион
| - СССР |